# 海陽市 (越南)
海阳市（越南语：／）是越南海阳省省莅城市，位于河内首都圈内，红河的支流从市区穿过，经济较发达，有铁路和高速公路经过。面积111.64平方千米，2019年总人口508190人。

## 地理
海阳市东接金城县和青河县，东南接四岐县，南界嘉禄县，西接锦江县，北接南策县。

## 历史
2009年5月15日，海阳市被评定为二级城市。
2009年9月23日，清平坊部分区域划归黎青谊坊管辖，清平坊析置新平坊，玉洲坊析置二洲坊。
2013年12月29日，爱国社改制为爱国社，石灰社改制为石灰坊。
2019年5月17日，海阳市被评定为一级城市。
2019年10月16日，青河县前进社和决胜社、四岐县玉山社、嘉禄县连鸿社和嘉川社划归海阳市管辖；按照2019年10月10日中央政府第459/TTr-CP报告和第461/ĐA-CP号提案调整平翰坊、锦上坊、海新坊、黎青谊坊、玉洲坊、阮廌坊、二洲坊、范五老坊、光中坊、新平坊、石灰坊、清平坊、陈兴道坊、陈富坊、四明坊、越和坊和新兴社地界；新兴社改制为新兴坊，南同社改制为南同坊，上达社和安洲社合并为安上社。
2024年10月24日，越南国会常务委员会通过决议，自2024年12月1日起，范五老坊并入黎青谊坊。

## 行政区划
海阳市下辖18坊6社，市人民委员会位于陈兴道坊。
- 爱国坊（Phường Ái Quốc）
- 平翰坊（Phường Bình Hàn）
- 锦上坊（Phường Cẩm Thượng）
- 海新坊（Phường Hải Tân）
- 黎青谊坊（Phường Lê Thanh Nghị）
- 南同坊（Phường Nam Đồng）
- 玉洲坊（Phường Ngọc Châu）
- 阮廌坊（Phường Nguyễn Trãi）
- 二洲坊（Phường Nhị Châu）
- 光中坊（Phường Quang Trung）
- 新平坊（Phường Tân Bình）
- 新兴坊（Phường Tân Hưng）
- 石灰坊（Phường Thạch Khôi）
- 清平坊（Phường Thanh Bình）
- 陈兴道坊（Phường Trần Hưng Đạo）
- 陈富坊（Phường Trần Phú）
- 四明坊（Phường Tứ Minh）
- 越和坊（Phường Việt Hòa）
- 安上社（Xã An Thượng）
- 嘉川社（Xã Gia Xuyên）
- 连鸿社（Xã Liên Hồng）
- 玉山社（Xã Ngọc Sơn）
- 决胜社（Xã Quyết Thắng）
- 前进社（Xã Tiền Tiến）

## 交通
- 越南鐵路
  - 河海線：海陽站